# عبد الرحمن المصري (لاعب كرة قدم)
عبد الرحمن المصري لاعب كرة قدم سوري من مواليد حمص، يلعب مع الكرامة الحمصي.